# Vauréal

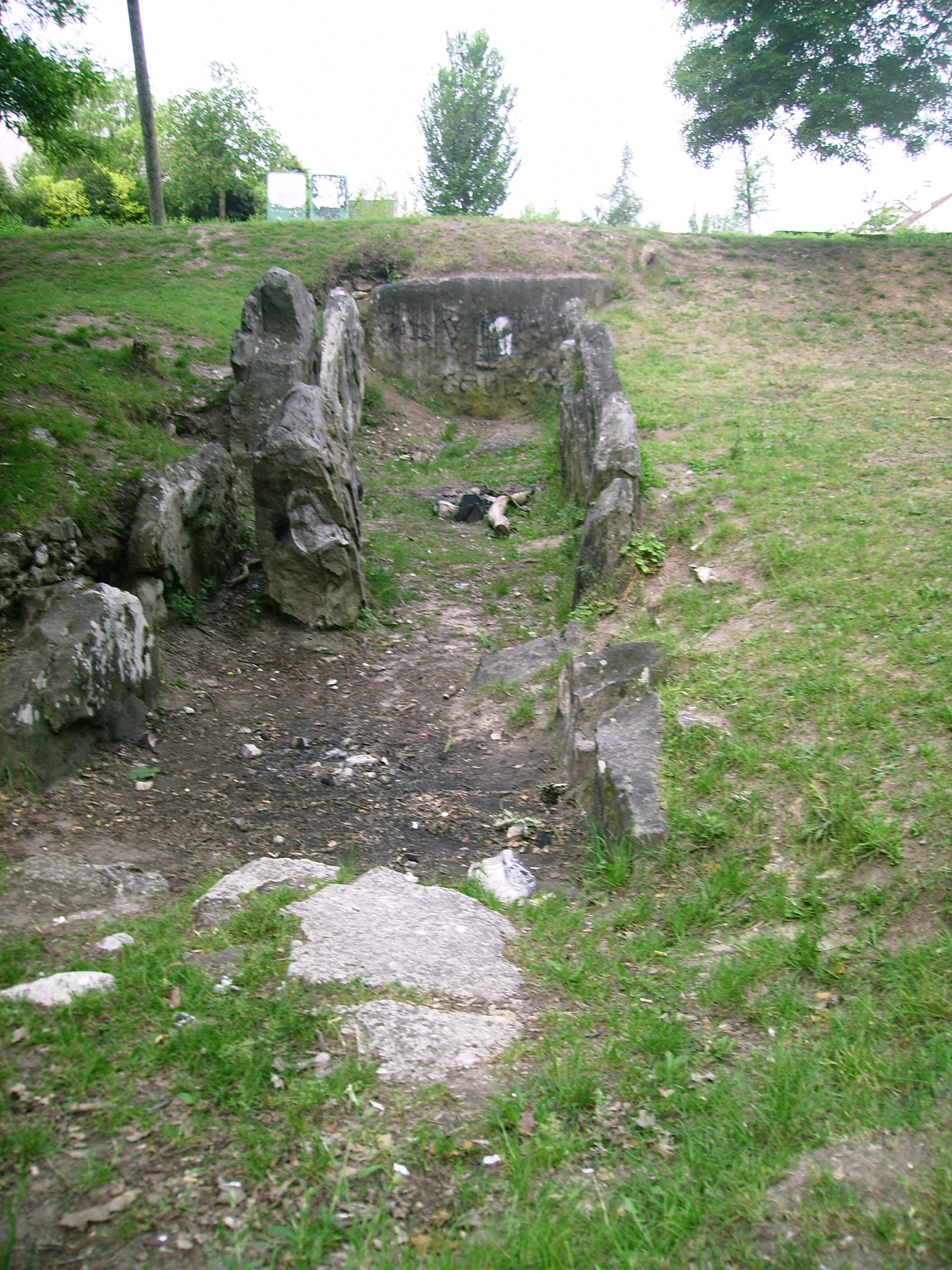
Allée couverte du Cimetière aux Anglais – beim Ort

Vauréal ist eine französische Gemeinde mit 16.079 Einwohnern (Stand: 1. Januar 2022) im Département Val-d’Oise und liegt an der nordwestlichen Peripherie von Paris. Vauréal gehört zum Arrondissement Pontoise und zum Kanton Vauréal. Die Einwohner werden Vauréaliens genannt.

## Geografie
Vauréal liegt etwa 35 Kilometer nordwestlich von Paris an der Oise.
Die Nachbargemeinden von Vauréal sind Cergy im Norden, Neuville-sur-Oise im Osten, Jouy-le-Moutier im Süden, Boisemont im Südwesten und Courdimanche im Nordwesten.

## Bevölkerungsentwicklung
| Jahr | Einwohner |
| ---- | --------- |
| 1962 | 569       |
| 1968 | 587       |
| 1975 | 641       |
| 1982 | 782       |
| 1990 | 11.717    |
| 1999 | 16.206    |
| 2006 | 15.316    |
| 2011 | 16.223    |
| 2018 | 16.575    |

## Sehenswürdigkeiten
- Kirche Notre-Dame-de-l´Assomption

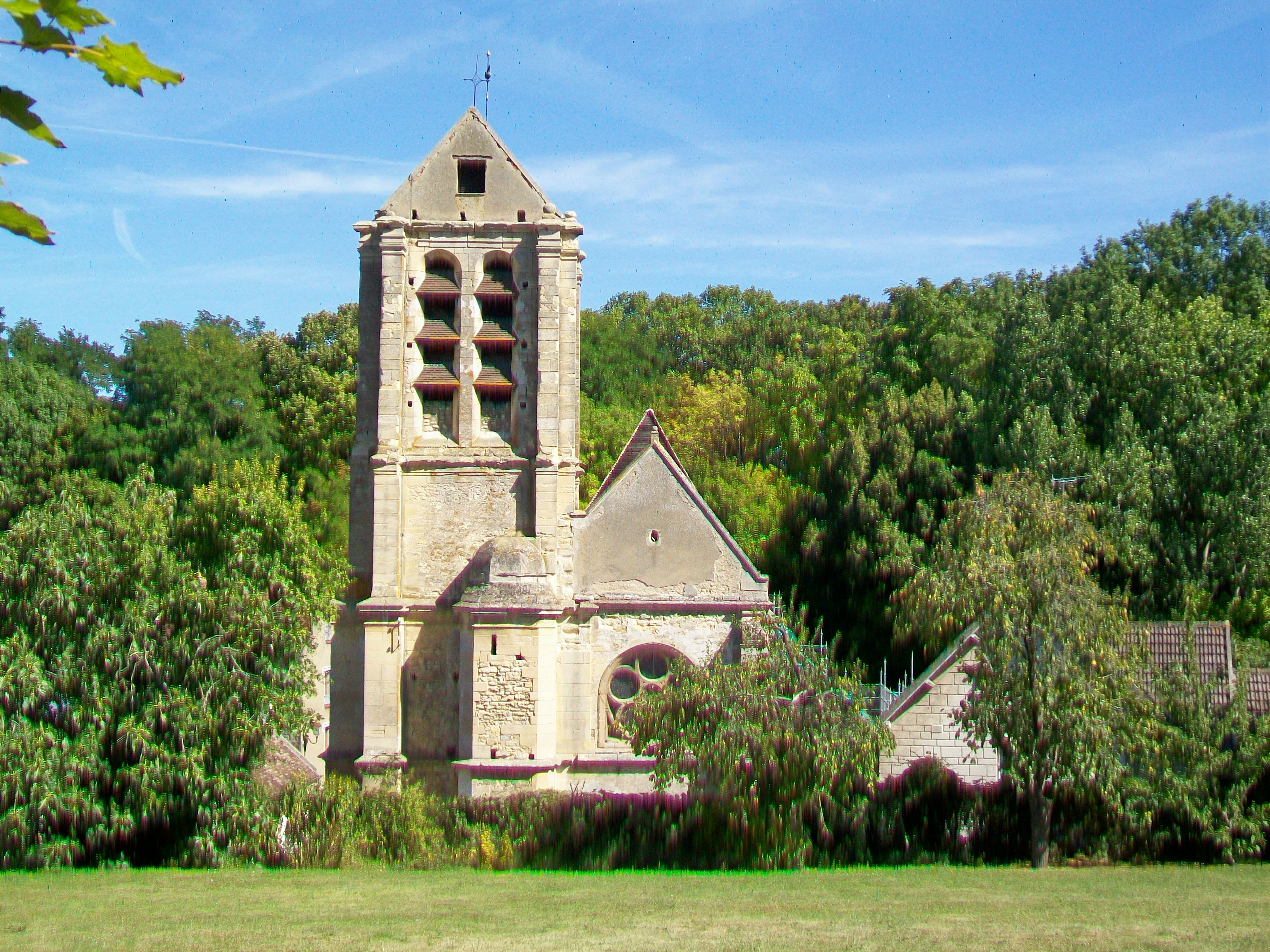
Kirche Notre-Dame-de-l'Assomption

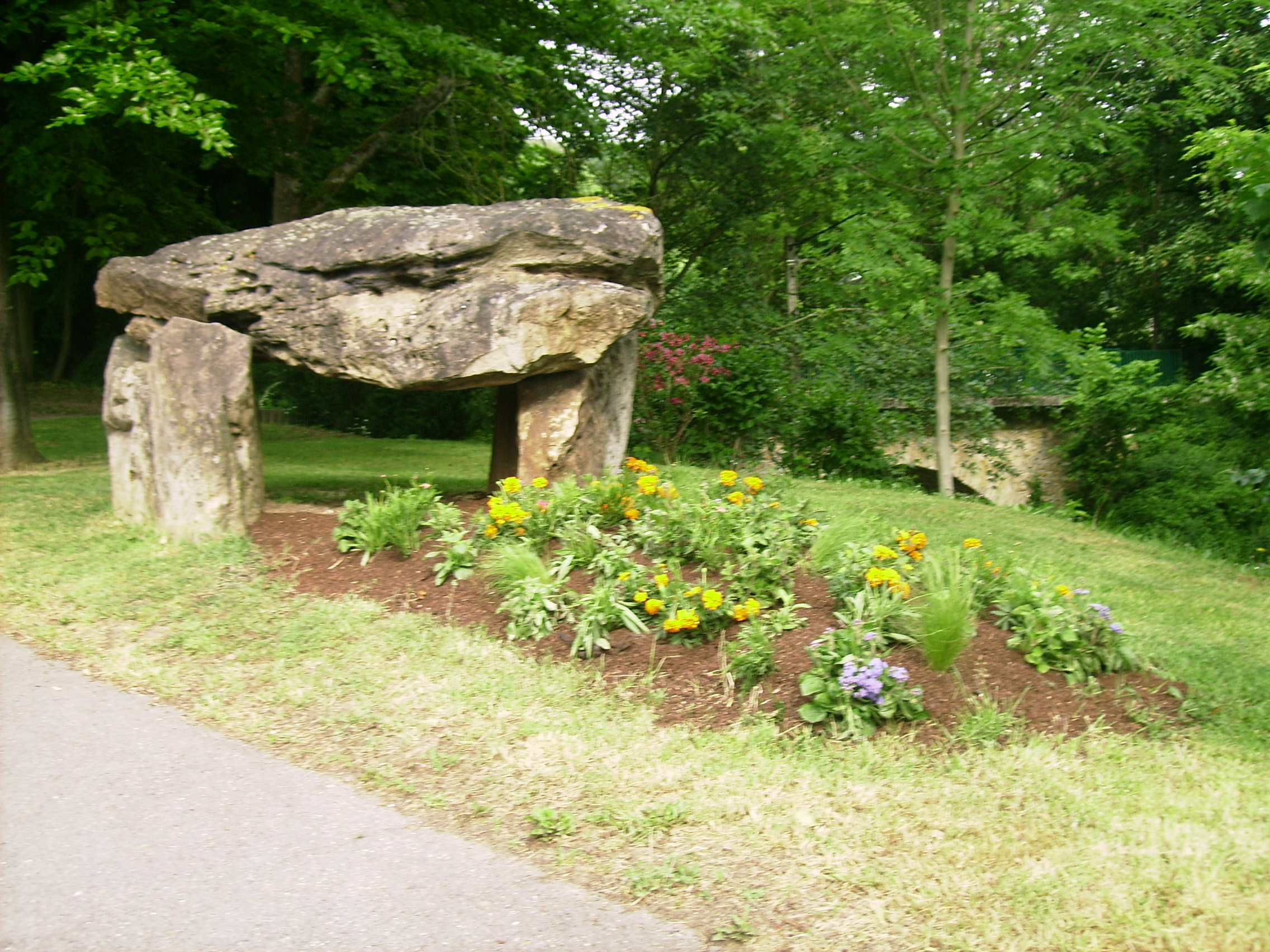
Pseudo-dolmen im Ort

- Allee zum Englischen Friedhof und Kreuz des Friedhofs
- Château de Vauréal
- Allée couverte du Cimetière aux Anglais
- Waschhaus Rue de Puiseux, erbaut im 19. Jahrhundert
- Waschhaus Rue des Dames Gilles, erbaut im 19. Jahrhundert
- Maison de Michaux und Lavoir de Carneaux

Siehe auch: Liste der Monuments historiques in Vauréal

## Städtepartnerschaften
Seit 2006 verbindet Vauréal eine Partnerschaft mit der Stadt Kétou in Benin.

## Persönlichkeiten
- François André Michaux (1770–1855), Botaniker
- Henri Menier (1853–1913), Abenteurer und Schokolatier
- Claude Brasseur (1936–2020), Schauspieler
- Jean-Michel Badiane (* 1983), Fußballspieler